# Otto W. Zeidlitz
Otto William Zeidlitz, född 8 december 1860 i Lits församling i Jämtland, död 3 augusti 1943 i Pajala,var en präst, pedagog och esperantopionjär.
Otto William Zeidlitz var en mycket mångsidig präst, verksam i Luleå stift. I minnesorden över honom från 1947 års prästmöte beskriver minnestecknaren J.A. Lindahl honom som "författare, pedagog och studieledare, bankman, ekonom och jordbrukare, patriot och människovän, en originell, särpräglad och stark personlighet med fel och väsentliga förtjänster". Till allt detta kan man lägga till "esperantopionjär och internationalist".
Det är möjligt att den esperantotalande prästen i Mikael Niemis roman "Populärmusik från Vittula" snarare har Otto Zeidlitz som förebild än den präst som nämns i boken.

## Uppväxt
Otto Zeidlitz var yngst i en familj med åtta barn. Han föddes i Lits församling i Jämtland. Hemmet var fattigt. Han var tvungen att färdas nästan två mil till skolan.

## Utbildning
Efter skoltiden fortsatte han att bedriva självstudier. Han var sedan barndomen kristen och hans tro fördjupades än mer när modern dog. En tid arbetade han på ett sågverk i Sundsvallstrakten. Han sparade av sin lön för att kunna studera vid Fjellstedtska skolan i Uppsala, där han kom in hösten 1880, samma år som skolans nuvarande lokaler invigdes. På Fjellstedtska skolan fanns internat med realskola och helklassiskt gymnasium. Skolan syftade till att vara en förberedande privatskola för blivande präster. Under ferierna fortsatte Otto Zeidlitz att arbeta vid sågverket för att få ihop pengar till fortsatt skolgång. Han fortsatte sina studier vid Gävle läroverk och avlade examen där i maj 1885.

## Tidig verksamhet
Under ett par år efter sin examen biträdde han lappmissionären August Lundberg vid den kombinerade lappskolan och missionsstationen i Lannavaara, där han även lärde sig samiska och finska. I bevarade brev kan man läsa om hur Zeidlitz gläds över sin uppgift: "Nu kan vi glädja oss åt icke så få som anammat frälsningens ord... (---) det är Guds ord, som är det skarpa tveeggade svärdet, det är evangelium som föder söner och döttrar, det är både Lundberg och jag ense om." Zeidlitz befriades från kravet om akademisk examen och prästvigdes i november 1888 i Uppsala domkyrka av biskop Martin Johansson. Efter prästvigningen tjänstgjorde Zeidlitz som pastorsadjunkt och fängelsepredikant i Pajala församling.

## Familj
Otto Zeidlitz gifte sig 1890 med Frida Albertina Falck från Hietaniemi. De fick tio barn, bland dem år 1901 fyrlingar (Hugo, Karl, Karin och Elsa) som avled kort efter födelsen, av samtliga barn nådde endast fyra vuxen ålder. Man kan räkna med att hustrun Frida Albertina, liksom som många kvinnor på den tiden, genom att ta stort ansvar för hemmet, gjorde det möjligt för sin man att vara en "originell, särpräglad och stark personlighet".

## Präst
Zeidlitz bedrev inga akademiska studier, utan var kateket i Lappmarken 1886–1888 och prästvigdes 1888 för verksamhet i Härnösands stifts finsk- och lapsktalande församlingar. 1892 kom han som kapellpredikant till Muonionalusta och 1895 till Korpilombolo. År 1899 tillträdde han som kyrkoherde i Pajala församling, en tjänst han kom att stanna kvar på i över fyrtio år, till dess han blev emeritus 1941. Under denna tid utförde han en oerhörd livsgärning i Pajala. Under dessa fyrtio år lärde han känna folket och dess kynne, språket och bygden. Han gjorde en betydelsefull insats på skilda områden.
Pajalas kyrkoherde hann också vara engagerad i Pajala sparbank, där han under tjugo år var kamrer. Han hann också bilda och vara med i nykterhets, studie- och sångföreningar. Otto Zeidlitz lär ha hävdat att Gud ju bestämt att människan skall arbeta sex dagar, och endast den sjunde hålla helg och gudstjänst. Om man tror att detta innebar att han misskötte de prästerliga sysslorna på vardagarna så tror man fel. Trots sina många olika intressen hann han också med att vara församlingspräst. Han var ofta ute på resor och vandringar för att predika i pörten, stugor och bönhus. Han tyckte att det var viktigt att övernatta hos folket i byarna, och att på så sätt ge sig tid att lära känna dem ordentligt. Moderna tiders "bilpräster" hade han inte mycket till övers för. Otto Zeidlitz menade att byabönerna var mycket viktiga för enskildas och församlingens andliga liv. Han var en stor fosterlandsvän och lär ha avslutat högmässorna med "Gud bevare konungen och fäderneslandet!"

## Författare och översättare
1887 publicerade ögonläkaren Lazar Ludwik Zamenhof i Warszawa en bok om det internationella språket esperanto, som han hade konstruerat som ett "allas andra språk", betydligt lättare än de nationella språken och tänkt som ett förbindelsemedel mellan världens folk och som ett sätt att skapa fred i världen. Redan 1890–1891 började ett antal Uppsalastudenter att lära sig esperanto och grundade den andra esperantoklubben i världen. (Nürnberg var först.) Till klubben hörde bl.a. Valdemar Langlet, som under andra världskriget påbörjade den räddningsaktion för ungerska judar, som sedan fortsattes av Raoul Wallenberg. Till esperantoklubben hörde också Otto Zeidlitz. Under sin tjänstgöring i Muonionalusta och Korpilombolo fortsatte Otto Zeidlitz att verka för esperanto. 1895 utkom Emilie Flygare-Carléns Literatören och hans trolofvade i Zeidlitz översättning till esperanto och 1898 utkom Zeidlitz eget verk Du mirrakontoj (Två berättelser) i Nürnberg.

### Du mirrakontoj
En av dessa berättelser förtjänar uppmärksamhet. Den är skriven på ett språk som bara var sju år gammalt. Ändå är berättelsen levande och uttrycker den erfarenhet och vilja som skulle prägla Otto Zeidlitz hela livsverk. Den handlar om hur en liten pojke, Johan Olof,  som växer upp i fattigdom, vill bli författare, och hur den gamle läraren i byn först tycker att det är en orealistisk tanke, men sedan uppmuntrar honom. Johan Olofs mor dör emellertid; pojken måste börja arbeta och det enda han någonsin kommer att skriva är texten på hennes gravsten: Al patrino, de sia knabo. Atendu min en ĉielo, mi venos, kiam Dio vokos. (Till mor, från hennes gosse. Vänta på mig i himlen. Jag kommer, när Gud kallar.) Gudsförtröstan var viktig för Otto Zeidlitz. Viktigt var det också att ta vara på barn och ungdomar på landsbygden, som annars aldrig skulle få någon utbildning. Otto Zeidlitz hade själv fått kämpa för sin utbildning, och nu ville ha hjälpa andra.
Viktigt var det också för honom att skriva på esperanto, språket som skulle skapa fred och förståelse bland folken. I världens då enda esperantotidning Lingvo internacia, som 1895–1900 utgavs i Uppsala och som tidvis trycktes i Luleå dyker Zeidlitz namn vid ett flertal tillfällen upp som översättare och som författare till poesi på esperanto.
Otto Zeidlitz skrev aldrig några större bokverk, men han var författare i det lilla. Under signaturen W. Ozetha - alltså en akronym av hans initialer - skrev han inlägg i ortspressen. Han var också medarbetare i Tornedalens hembygdsbok och i ett antal tidskrifter. Han skrev också vers. Han översatte både psalmer och skönlitteratur till esperanto.

## Lärare
Zeidlitz både startade och drev en privatskola, där både hans egna barn och andra studieintresserade fick undervisning. Han verkade också för att det svenska språket fick en allt starkare ställning i det då helt finskspråkiga Tornedalen. Folkskolan organiserades på den tiden av kyrkoförsamlingarna. Domkapitlen utövade i sin tur tillsyn över folkskolorna. Zeidlitz hade ett fast grepp om skolan i Pajala och brydde sig inte alltid om vad som stod att läsa i olika förordningar och brydde sig inte alltid om vad vare sig förordningar, domkapitel eller biskopen ansåg. Han påstås ha rått yngre präster att "expediera domkapitlets skrivelser genom kakelugnen, för så har jag gjort".
Otto Zeidlitz nöjde sig inte med att organisera skolor för andra. Han hade ett stort bibliotek och läste gärna. Han påstods ha studerat fjorton olika språk, både klassiska och moderna. Under början av 1900-talet omtalades de kringvandrande ryska sågfilarna, som misstänktes för att spionera för Rysslands räkning. En av dessa sågfilare fick till sin förskräckelse se kyrkoherden läsa den tidning som han själv hade lagt ifrån sig under ett besök i prästgården.

## Botaniker och jordbrukare
Liksom sin företrädare som kyrkoherde i Pajala, Lars Levi Læstadius, var Otto Zeidlitz också intresserad av botanik. Under sina resor och vandringar passade han på att komplettera sitt herbarium.
Otto Zeidlitz var även aktiv jordbrukare och nyodlare. Han bröt själv tegar och bärgade skördar på sina odlingar. Redan vid tretiden på sommarmorgnarna kunde han vara ute med lien. Han tvekade inte heller för att på äldre dagar köpa ett förfallet hemman, där han bedrev nyodlingar.

## Ålderdom
Otto Zeidlitz var arbetsam och idog till sin död. Under de senaste åren var han nästan helt döv, en skada som han fått sedan han blivit påkörd av en bil. Trots detta sågade han ved själv, över åttio år gammal.